# Allonais pectinata
Allonais pectinata är en ringmaskart som först beskrevs av Stephenson 1910.  Allonais pectinata ingår i släktet Allonais och familjen glattmaskar. Inga underarter finns listade i Catalogue of Life.